# Ashuradeh
Ashuradeh es la única isla iraní en el mar Caspio. Forma parte de la provincia de Gulistán. Dista 3 kilómetros de Bandar Torkaman, de cuya demarcación forma parte. Queda a 23 km de Gorgan. Asuradeh queda en el extremo este de la península de Miankaleh, siendo la única isla habitada de la misma. La vegetación es subtropical. Fue ocupada por Muhammad Sah Kayar en el año 1840.